# Антошка
Антошка — радянський короткометражний мальований мультфільм, знятий режисером Леонідом Носирєвим за мотивами дитячої пісеньки Володимира Шаїнського та Юрія Ентіна.

## Сюжет
Мультфільм про ледачого хлопчика на ім'я Антошка, який не захотів спершу йти копати картоплю, а потім відмовився зіграти для хлопців на гармошці, обидва рази натомість співаючи їм дражнилку. Зате від запрошення на обід не лише не відмовився, а й взяв для нього величезну ложку. Однак у своїй мисці (найбільшій на столі) він замість каші знаходить жабу, яку туди поклали хлопці, щоб його провчити.
Пісня:

Антошка, Антошка!
Пойдем копать картошку!
Антошка, Антошка!
Пойдем копать картошку!
Дили-дили, трали-вали,
Это мы не проходили,
Это нам не задавали.
Парам-пам-пам! Парам-пам-пам!
Антошка, Антошка!
Сыграй нам на гармошке!
Антошка, Антошка!
Сыграй нам на гармошке!
Дили-дили, трали-вали,
Это мы не проходили,
Это нам не задавали.
Парам-пам-пам! Парам-пам-пам!
Антошка, Антошка!
Готовь к обеду ложку.
Антошка, Антошка!
Готовь к обеду ложку!
Дили-дили, трали-вали,
Это, братцы мне по силе,
Откажусь теперь едва ли.
Дили-дили, трали-вали,
Это, братцы мне по силе,
Откажусь теперь едва!
Дили-дили-дили-дили,
Трали-вали, трали-вали!
Тарам-пам-пам, тарам-пам-пам!
Тарам-пам-пам!
Парам-пам-пам! Парам-пам-пам!

Музика: Володимир Шаїнський, слова: Юрій Ентін. Виконує пісню дитяча хорова студія "Спутнік".

## Знімальна група
- Автор сценарію: Едуард Успенський
- Режисер і художник: Леонід Носирєв
- Композитор: Володимир Шаїнський
- Поет: Юрій Ентін
- Усі ролі озвучували: Маргарита Корабельнікова та дитяча хорова студія "Супутник"/"Спутнік"